# Adolphe Brongniart
Pour les autres membres de la famille, voir Famille Brongniart.
Pour les articles homonymes, voir Brongniart (homonymie).
Adolphe Théodore Brongniart est un botaniste et paléontologue français, né le 14 janvier 1801 à Paris, mort le 18 février 1876 à Paris. Il est le fils du naturaliste Alexandre Brongniart et le petit-fils de l'architecte Alexandre-Théodore Brongniart.

## Biographie

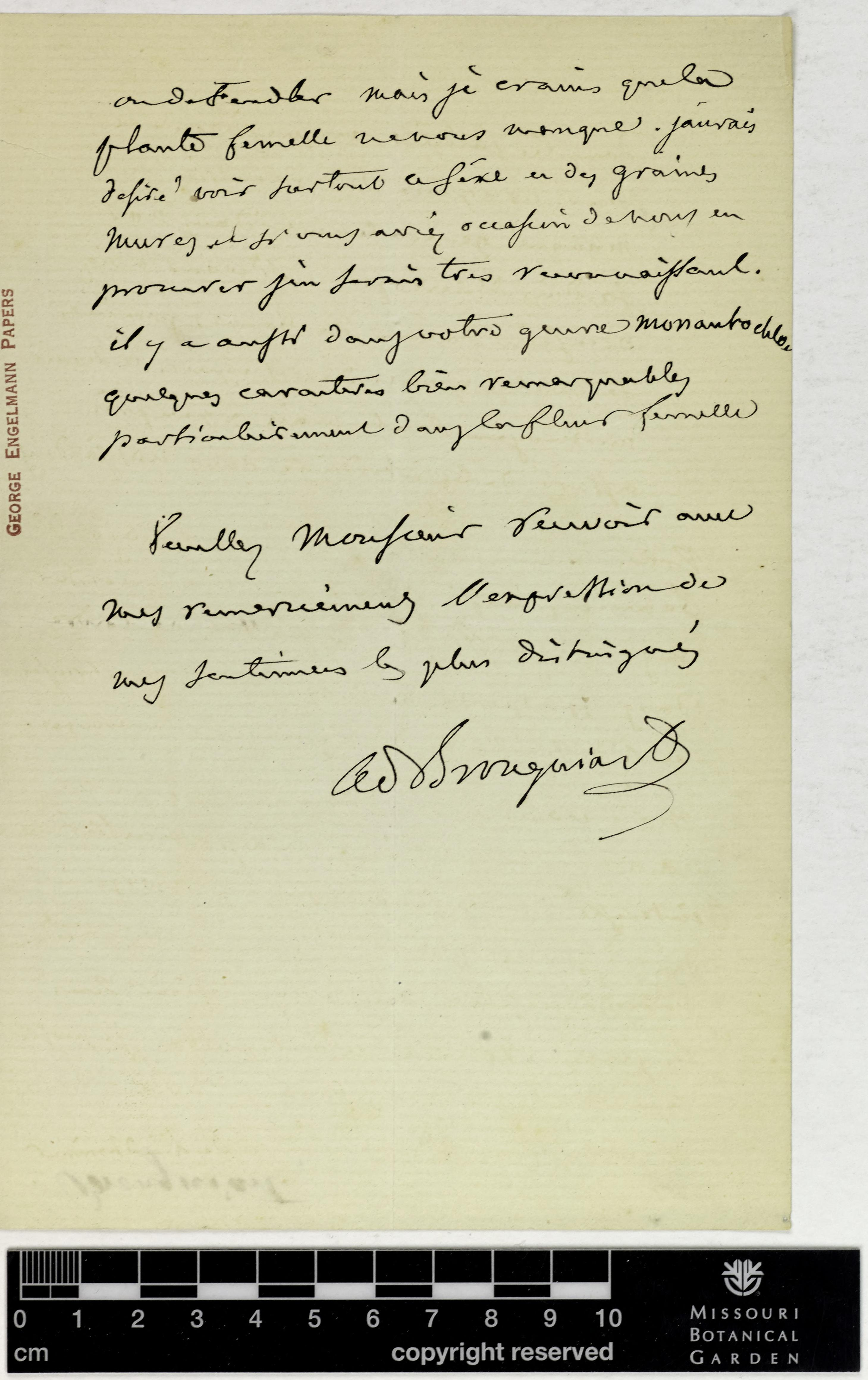
Dernière page d'une lettre manuscrite d'Alphonse Brongniart à George Engelmann, datée du 27 mai 1860

En 1824, alors encore étudiant en médecine, Adolphe Brongniart  fonde les Annales des Sciences Naturelles avec ses beaux-frères Jean-Baptiste Dumas, mari de sa sœur cadette Herminie et Jean Victor Audouin, mari de la benjamine, Mathilde. Après son doctorat en médecine, en 1826, il réunit les éléments de son premier mémoire en voyageant avec son père.
Brongniart étudie les relations entre des espèces de plantes disparues et actuelles, ce qui lui vaut le surnom de « père de la paléobotanique », au même titre que Georges Cuvier est considéré comme le fondateur de la paléontologie animale. En 1826, il publie un mémoire sur le développement de l'embryon végétal qui lui vaut, l'année suivante, le grand prix de physiologie expérimentale de l'Académie des sciences.
En 1827, il épouse Françoise Agathe Boitel. Leur fils Édouard-Charles Brongniart (1830-1903) deviendra peintre.
Avec Bory de Saint-Vincent et Dumont d'Urville, il collabore à l'étude des récoltes botaniques (phanérogames) de l'expédition de Louis Isidore Duperrey à bord de la Coquille (1822-1825) et co-signe les volumes de botanique de la relation du voyage.
En 1833, il obtient la chaire de botanique au muséum au sein du Musée national d'histoire naturelle de Paris. En 1857, cette chaire est transformée en chaire de botanique et physiologie végétale, puis en 1874, en chaire de botanique, organographie et physiologie végétale. Adolphe Brongniart y sera remplacé, à sa mort, par Philippe Van Tieghem (1839-1914). En 1834, il est élu membre de l'Académie des sciences où il succède à René Desfontaines.
La collection de plantes fossiles qu'il avait rassemblée avec l'aide de son père Alexandre Brongniart et de nombreux correspondants, devenant considérable, il l'offre au Muséum en 1836 ainsi que son important herbier.[réf. nécessaire]
Il reçoit la médaille Wollaston en 1841 et devient président de l'Académie des sciences en 1847.
L'école de botanique du Muséum étant agrandie au début des années 1840, il doit renouveler pendant l'hiver 1842-1843 les plantations du jardin botanique attenant, dont la dernière plantation date de 1824 par René Desfontaines. Depuis, de nombreux ouvrages généraux de botanique ont été publiés, proposant divers classements des plantes (Candolle, Bartling, Lindley, Endlicher…). Après mûre réflexion, il décide de s'écarter de ces ouvrages sur quelques points à cause de la disparition de la division des dicotylédones apétales, les familles jusque là comprises dans cette division étant alors réparties parmi les polypétales ou les diapétales. Il publie en 1843 une Énumération des plantes cultivées au Muséum d'Histoire naturelle de Paris suivant l'ordre établi dans l'école de botanique en 1843, dans lequel il présente un nouveau système de classification du règne végétal :
- - I. Cryptogames (plantes sans fleurs)
    - a. Amphibigènes (ni tige, ni feuilles différenciées)
    - b. Acrogènes (présence de tiges et de feuilles)

  - II. Phanérogames (plantes ayant des fleurs)
    - a. Avec un seul cotylédon (Monocotylédones)
      - 1. Périspermées (avec un albumen)
      - 2. Apérispermées (sans albumen)

    - b. Avec deux ou plusieurs cotylédons (Dicotylédones)
      - 1. Angiospermes (graine incluse dans un fruit)
        - 1.1. Gamopétales (corolle à pétales soudés)
        - 1.2. Dialypétales (corolle à pétales libres, ou pas de corolle)

      - 2. Gymnospermes (graines non incluse dans un fruit)

Il contribue aux tomes 3 (1843), 4 (1844) et 5 (1847-1848) de la deuxième série de l'Herbier général de l'amateur, dont une première série de 8 tomes (1816 à 1827) a été publiée par J.-Cl.-M. Mordant de Launay et continuée par J.-L.-Aug. Loiseleur-Deslongchamps. Loiseleur-Deslongchamps publie le premier tome d'une deuxième série (1839), le deuxième tome (1841) est par Charles Lemaire (1800-1871). Ad. Brongniart, Joseph Decaisne, Adrien de Jussieu, Achille Richard, Édouard Spach et d'autres, collaborent aux tomes 3 (1843), 4 (1844) et 5 (1847-1848) de cette deuxième série, qui sont rédigés par Lemaire.
En 1854, il est un des 15 membres fondateurs de la Société botanique de France, dont il devient le président en 1861. Durant le Second Empire, il est nommé inspecteur général de l'enseignement supérieur pour les sciences.[réf. nécessaire]
Il est inhumé au cimetière du Père-Lachaise (20e division).

## Publications
- [1822] Sur la classification et la distribution des végétaux fossiles, Paris, impr. A. Belin, coll. « Mémoires du muséum d'histoire naturelle » (no VIII), 1822, 6 pl. + 91, sur books.google.fr (OCLC 15748749, lire en ligne).

- Essai d'une classification naturelle des Champignons, 1825.
- [1828] Prodrome d'une histoire des végétaux fossiles, Paris, F.G. Levrault, 1828, 223 p..
- [1828-1829] Voyage autour du monde exécuté par ordre du roi, sur la corvette de Sa Majesté, La Coquille, pendant les années 1822, 1823, 1824 et 1825, sous le ministère et conformément aux instructions de S.E.M. le Marquis de Clermont-Tonnerre .... et publié sous les auspices de son Excellence Mgr le Cte de Chabrol…, Par M. L.I. Duperrey… : Botanique par MM. D'Urville, second de l'expédition, Bory de St-Vincent et Ad. Brongniart, vol. Cryptogamie et Phanérogamie, Paris, Arthus Bertrand, 1828-1829, 301 + 232.
- [1828-1837] Histoire des végétaux fossiles : Recherches botaniques et géologiques sur les végétaux renfermés dans les différentes couches du globe, Paris, G. Dufour et éd. d'Ocagne, 1828-1837 :
  - tome 1, 1828, planches n° 1 à 90 + 288/481 p. (les pages 289 à 481 sont sur cette page web)
  - tome 2, 1837, planches n° 91 à 166 + 30 planches en dépliant (édition papier) + p. 1 à 72 (il manque les pages suivantes)
- [1843] Énumération des plantes cultivées au Muséum d'Histoire naturelle de Paris suivant l'ordre établi dans l'école de botanique en 1843, 1843 (réimpr. 1850), 237 p., sur gallica (OCLC 6846208, lire en ligne)
- Contribution aux tomes 3 (1843), 4 (1844) et 5 (1847-1848) de la deuxième série de l'Herbier général de l'amateur[18].
- [Brongniart (Ad.) 1868] Rapport sur les progrès de la botanique phytographique, Paris, Impr. impériale, 1868, 216 p., sur biodiversitylibrary.org (lire en ligne).
- [1859] « De la détermination des organes des plantes » (séance du lundi 11 juillet 1859. Suivi d'une discussion (p. 101-110) de Payer et de Moquin-Tandon), comptes-rendus des séances de l'Académie des sciences,‎ juillet-décembre 1859, p. 57-60 (lire en ligne [PDF] sur us.archive.org, consulté en mars 2023).

## Lieux portant son nom
À Bézu-Saint-Éloi (Eure), son grand-père Alexandre-Théodore se fait construire un chalet, encore nommé de leur nom dans la culture locale.